# Cantonul Les Pennes-Mirabeau
Cantonul Les Pennes-Mirabeau este un canton din arondismentul Aix-en-Provence, departamentul Bouches-du-Rhône, regiunea Provence-Alpes-Côte d'Azur, Franța.

## Comune
- Cabriès
- Les Pennes-Mirabeau (reședință)
- Septèmes-les-Vallons